# گوش‌ماهی یسو
گوش‌ماهی یسو (نام علمی: Patinopecten yessoensis و Mizuhopecten yessoensis) یکی از گونه‌های دوکفه‌ای‌ها است. این نوع صدف یکی از انواع سوشی است.
در آشپزی ژاپنی به آن هوتاته یا هوتاته‌گای (به ژاپنی: ホタテガイ Hotategai) می‌گویند.

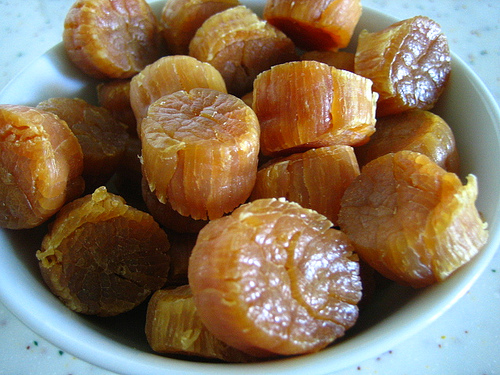
گوش‌ماهی یسو خشک شده
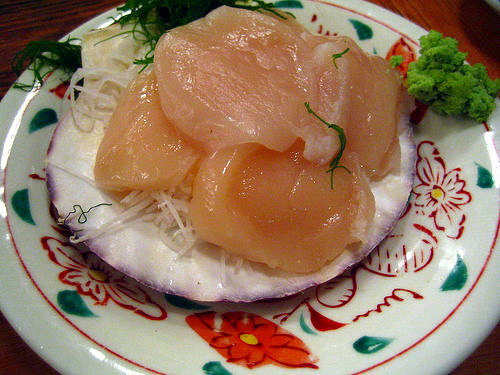
گوش‌ماهی یسو به صورت ساشیمی